# Djuren gör revolt
Djuren gör revolt, även Kamrat Napoleon, (engelska: Animal Farm) är en brittisk-amerikansk animerad dramafilm från 1954 i regi av John Halas och Joy Batchelor. Filmen är baserad på George Orwells roman Djurfarmen från 1945. Maurice Denham gjorde rösterna till alla djur och människor i filmen. Detta var den första brittiska animerade långfilmen som fick officiell biopremiär. 
Filmen hade Sverigepremiär den 13 februari 1956 och hade då en åldersgräns på 15 år.

## Handling
Djuren på en bondgård gör revolution, men det hela går mycket snett, efter att de gjort uppror mot bonden. Grisarna börjar ta över gården och etablera ett nytt slags förtryck mot det andra djuren. 

## Rollista

### Originalröster
- Gordon Heath – berättarröst
- Maurice Denham – djuren

### Svenska röster
- Stig Järrel, Olof Thunberg[2]